# The Four Hundred

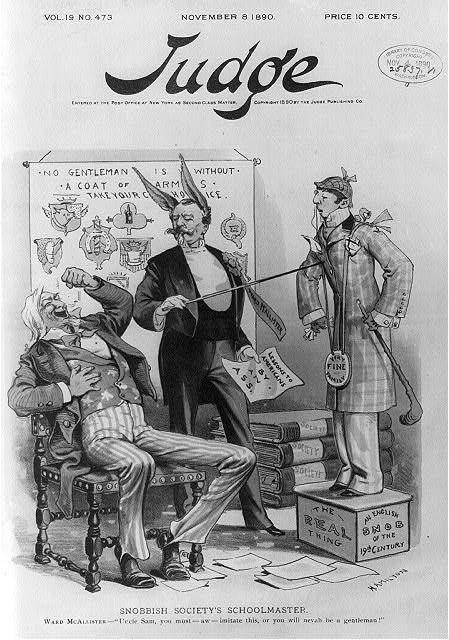
Karikatyr av den amerikanske advokaten och societetsmannen Ward McAllister (upphovsmannen bakom listan) med åsneöron, som säger till en skrattande Onkel Sam att han måste imitera "en engelsk snobb från 1800-talet" annars "kommer du aldrig att bli en gentleman". (Illustration på framsidan i tidskriften Judge, 8 november 1890).

The Four Hundred var en lista på de 400 personer som ansågs ingå i societeten under Gilded Age-eran i New York under andra hälften av 1800-talet. Listan skapades av Ward McAllister och publicerades den 16 februari 1892 av The New York Times.
Listan illustrerade en typ av elitism eller snobberi och byggde på exkludering. Det var personerna på listan som societeten ansåg ingå i överklassen på riktigt, i motsats till att endast vara förmögna. Personerna på listan ansågs ha en "fin" bakgrund, kunna de sociala koderna kring etiketten i umgängeslivet, som var godkända som medlemmar av societeten och som ansågs kunna inbjudas till de tillställningar som bildade dess umgängesliv.
Efter det amerikanska inbördeskriget (1861–1865) växte New York explosionsartat och gjorde New York till en av USA:s största städer; inte bara på grund utvandringen till Nordamerika, utan också av amerikaner från andra delar av USA. Bland dessa fanns nyrika personer från Mellanvästern, som med sin fattiga bakgrund och nya förmögenheter skapade en konflikt med den gamla överklassen i New York, som ansåg att nykomlingarna var uppkomlingar eller arrivistes. Listan skapades för att kunna skilja dessa nyrika från den gamla New York-societeten, som utgjorde The Four Hundred på listan. 
The Four Hundred leddes av överklassens societetsvärdinnor, som i tur och ordning utgjordes av Caroline Schermerhorn Astor, kallad "The Mrs. Astor". Efter hennes död 1908 övertogs rollen av Mamie Fish, Theresa Fair Oelrichs och Alva Belmont, som blev kända som "triumviratet".
Listan skapades av Astors vän Ward McAllister och publicerades av The New York Times 16 februari 1892, sedan tidningen fyra år tidigare hade pressat honom att erkänna att den existerade och sedan pressat honom att uppge vilka som ingick i den.